# Fordismus
Fordismus je systém průmyslové hromadné výroby známý od počátků 20. století, pocházející z USA. Henry Ford, majitel automobilové fabriky Ford Motor Company (založena 16. června 1903), zavedl tzv. Fordův systém, známý a později šířený jako fordismus, vyznačující se hromadnou, masovou produkcí, která byla schopna dát na trh veliký objem standardních a poměrně laciných výrobků, i když ne vždy nejvyšší kvality. Princip masové výroby normalizované standardní produkce na bázi (linkové) pásové výroby se v americkém průmyslu rozvíjel jako nový prvek organizace práce a řízení průmyslové velkovýroby a byl v stávající době vysoce inovačním.

## Historie
Již Adam Smith se v 18. století zabýval myšlenkou, že dělba práce zvyšuje produktivitu. Popsal to ve své knize Bohatství národů (The Wealth of Nations) a demonstroval na příkladu továrny na špendlíky, ve které se produktivita práce po rozdělení na jednotlivé úkony zvýšila 240x. Myšlenku o sto let později uvedl do praxe F. W. Taylor. Korporativní forma organizace podniků byla vylepšena v průběhu devatenáctého století na železnicích a rozšířila se zejména po vlně fúzí a utváření kartelů na konci 19. století. V mnoha odvětvích už také značně pokročilo vzájemné oddělení managementu, koncepce, kontroly a samotného výkonu práce. Ale až H. Ford si uvědomil, že hromadná výroba potřebuje i hromadnou spotřebu, a dovedl tuto myšlenku k dokonalosti. Ve společnosti se tak začaly uplatňovat nové strategie obchodu a k dosažení požadovaného zisku se docházelo za pomoci navyšování objemu prodeje a snižováním cen výrobků. Tak se produkty firem stávají dostupnými masám, vzniká první fáze masové konzumní společnosti. Fordovy organizační úpravy byly v mnoha ohledech rozšířením a zdokonalením faktorů zavedených už jeho předchůdci, viz již zmíněný Taylor – Principy vědeckého řízení (1911), ve které uvádí princip fragmentovaných pracovních úkolů. Výchozím datem fordismu můžeme nazvat rok 1914, kdy Henry Ford zavedl osmihodinový pracovní den se mzdou pěti dolarů pro dělníky obsluhující automatizovanou montážní linku vybudovanou ve státě Michigan rok předtím. Rozvíjel se v těžké, nepohyblivé a pevné době, ve které docházelo k úzkému propojení kapitálu, řízení a pracovní síly, zvané érou organizované modernity, nebo také obdobím těžkého kapitalismu. Vrchol fordismu nadešel v 70. letech 20. století. Do povědomí se pojem fordismus dostává roku 1934 zásluhou italského marxistického politika a filozofa Antonia Gramsciho, který jej vymezil ve svých dílech Sešity z vězení a Poznámky o Machiavellim, politice a moderním státu.

## Optimalizace výroby
V praxi si můžeme Fordovu teorii rozdělit do následujících bodů:
1. Pracovní rutina repetice – zásadním principem Fordismu je vykonávání jednoduchých monotónních úkolů v určitých časových intervalech.
2. Disciplinace pracovního fungování zaměstnance zvnějšku – jednodušeji řečeno, možnost pracovníka určit si své pracovní tempo, ve Fordově případě tato možnost naprosto neexistuje, jelikož je tempo práce určeno strojem a během pásu.
3. Nekomplexnost úkolů a nerozšiřování objemu dovedností zaměstnance – pracovník se neučí novým věcem, neustále opakuje pořád stejný úkol, nedochází k žádnému růstu nebo zvýšení kvalifikace, není na čem.
4. Nízká autonomie pracovníka – jsou zavedena určitá pevná pravidla, co a jak má pracovník vykonávat. Nemá možnost si zvolit alternativní způsob výkonu práce, který by mu třeba vyhovoval více.[4]

Pro dokonale fungující pásovou výrobu bylo třeba optimalizovat a unifikovat součástky pro nový výrobek, automobil. Tím byla poprvé zavedena sériová výroba, např. model Ford T byl po celou dobu své výroby složený ze shodných komponentů bez jakékoliv změny. Tento model se vyráběl téměř 20 let a za tuto dobu bylo vyrobeno 15 milionů kusů. Pro maximální zjednodušení byla výroba tohoto modelu rozdělena na 7882 operací.
Mzdy ve Fordově továrně byly dvakrát větší než u konkurence. Používal výhradně časovou mzdu, produktivitu práce nebylo třeba hlídat, protože byla dána taktem pásu. Pro další motivaci dělníků používal slevy na zakoupení automobilů, takže si i nekvalifikovaní dělníci mohli pořídit vlastní automobil. Fordův systém nezměnil jen průmyslovou, ale i sociální oblast. Automobil již nebyl výhradně pro ty nejbohatší.

## Význam
Význam fordismu jako systému řízení průmyslové výroby spočívá v rozvedení a zdokonalení teorie vědeckého řízení na základě tzv. pracovních studií manuální práce F. W. Taylora. Takt výrobních operací je dán pásem. Zatímco předtím se dělníci pohybovali se svými nástroji k automobilům, po zavedení pásové výroby se automobily přesouvaly k dělníkům. Fordův systém omezoval lidskou činnost na předem dané a monotónní pohyby bez zapojení duševních činností. S tím souvisí také změna byrokracie ve fordismu, která vyžadovala, aby zaměstnanci po vstupu do podniku v šatně kromě klobouku a deštníku pomyslně odložili i identity a sociální vazby a v pracovní době se řídili pouze soustavou nařízení a předpisů. Jednotlivé operace (činnosti) jsou co nejjednodušší, aby u nich dělníci nemuseli vůbec přemýšlet. Standardizace práce manuálních dělníků se jevila jako základní princip snižování výrobních nákladů a organizace řízení rozpracovala princip vertikální činnosti koncernu tak, aby se všechny výrobní etapy řídily z jednoho centra. V období první ČSR se tento systém uplatnil v Baťových závodech. Tomáš Baťa dokonce sám jako dělník rok pracoval v továrně Henriho Forda, aby zjistil, jak pásová výroba funguje, a poté mohl tento systém zavést i v ČSR.
Systém řízení průmyslové hromadné (masové) výroby fordismus přetrvával do období po druhé světové válce a skončil nasazováním mechanizačních a později automatizačních prvků do masové průmyslové produkce (do všech fází výroby, ale zejména montáže).
Dnes bychom zásady fordismu našli v pojmu „úspory z rozsahu“ (economy of scale), kdy snižování nákladů výroby spočívá ve zvyšování objemu výroby (náklady nezávislé - fixní se "rozpočítají" na velký počet kusů).

## Nedostatky fordismu
Fordův systém lze uplatnit jen v odvětvích, která vyrábí standardizované výrobky pro rozsáhlé trhy. Linka na výrobu jednoho produktu je velice nákladná, a při přechodu k jinému produktu bývá přeměna linky také drahá. Státy nemohou konkurovat státům, ve kterých je levná pracovní síla. Tento faktor stál na počátku japonského automobilového průmyslu.